# Liogluta blandita
Liogluta blandita är en skalbaggsart som först beskrevs av Thomas Casey 1910.  Liogluta blandita ingår i släktet Liogluta och familjen kortvingar. Inga underarter finns listade i Catalogue of Life.